# 青山高治
青山 高治（あおやま たかはる、1972年3月5日 - ）は、中国放送（RCC）のアナウンサー、ラジオパーソナリティ。広島県尾道市出身。

## 人物
血液型はO型、身長181cm、星座はうお座。
尾道市立栗原小学校、尾道市立栗原中学校、広島県立尾道北高等学校、広島修道大学人文学部人間関係学科社会学専攻卒業。
広島ローカル局で、尾道北高校の後輩になる広島テレビ放送井上沙恵アナウンサーがいる。

## 略歴
1994年入社。入社当初はスポーツアナウンサーとして野球など各種競技の実況を担当したが、2年目以降は主に夜のラジオ番組『Coke Teens Club 青山高治のみんなノッてけHot Wave』『ラジON黒帯青山七段』を担当した。その後2000年からは主に夕方の情報番組に抜擢し、2004年8月からは、担当していたラジオ音楽番組『秘密の音園』が夜の生ワイドに昇格し、主に中高生からの人気を集めた。
2009年5月6日にはNHKラジオ第1放送で祝日特集番組『ラジオデー 広げようラジオの魅力』の生放送で電話出演した。
2010年12月24日から25日に特別24時間番組『RCCラジオ・チャリティー・ミュージックソン』のメインパーソナリティを務めた。
しかし、夜生ワイドのスタッフ不足や上野隆紘の引退などの影響で、『秘密の音園』は2012年3月30日で11年間続いた放送を終了した。翌4月からは同じラジオの昼枠に移り生ワイド番組『日々感謝。ヒビカン』のメインパーソナリティとして活動し、2014年10月からは、テレビ情報番組『イマなまっ！』MCとラジオのナイターオフ番組『金曜ビート！』パーソナリティとして活動している。
2013年3月2日にはRCCの同僚アナウンサーである横山雄二、同社ラジオ制作部長の増井威司（たけし）とともに北海道・STVラジオ『ウィークエンドバラエティ 日高晤郎ショー』の公開生放送をスタジオで見学していたところ、そのまま同番組のコーナー「北の出会い」本編に3名で出演しパーソナリティの日高晤郎と対談した。
第45回（2008年）ギャラクシー賞のラジオ部門で『秘密の音園』のパーソナリティとしてDJパーソナリティ賞を受賞した。第47回（2010年）ギャラクシー賞贈賞式の司会を務める。第50回（2013年）では「日々感謝。ヒビカン」がラジオ部門の大賞を受賞した。
コロナ禍の自粛生活中にベランダでの鉢植えやプランターでの土いじりの楽しさを知った。

## 現在の担当番組

### テレビ
- イマナマ!（2020年1月6日 -） MC 月曜 - 木曜 15:40 - 18:56
  - コーナー「イマオシ3」月曜 広島の食通シャオヘイが薦める（2020年 - 2022年9月）シャオヘイとガチンコ対談
  - コーナー「基町ランチ情報局」（2022年10月 - 2025年3月）火曜→水曜→火曜
  - 2025年3月までは金曜日も担当していたが、同年4月以降は金曜日のみ休演（中根夕希・渕上沙紀がMCを担当。渕上が産休に入った2025年6月以降は、唐澤恋花が代理で出演）
- JNNニュース・ローカル枠（2023年1月5日[10]など、『イマナマ!』が短縮版となり、出演者を減らした際の11時台を担当）

### ラジオ
- YONA²ラジオポストマンzzZ（2025年4月4日 - ） パーソナリティ　毎週金曜担当　21 :00 - 21:49

## 過去の担当番組

### テレビ
- 壺（2000年8月7日 - ） MC。後続番組は『ゆる壺』。
- ゆる壺（ - 2006年9月17日） MC。後継番組は『ブルマン』。
- ひろしまスポーツ天国（1997年10月 - 1999年3月）
- モテモテ6（2000年4月 - 2001年9月）
- RCC王国 番組では青山王子と呼ばれていた。
- ごじごじテレビ（2001年10月1日 - 2002年3月）MC。後続番組は『中村克洋のごじテレ。』
- 中村克洋のごじテレ。（2002年4月 - 2004年9月：レポーター、2004年10月 - 2004年12月：ニュース担当） 後続番組は『ごじテレ。』
- ごじテレ。（2005年1月 - 2005年3月） ニュース担当。
- ブルマン（2006年10月 - 2008年3月） MC。音楽バラエティ番組。
- オトメキ（2008年4月30日 - 2009年3月18日） 番組後半のコーナー『TALK BAR（トークバー）』担当
- アォーン!（2009年4月17日から2014年3月14日） MC。
- 斉藤×和義〜ボクの正体（2013年11月16日） MC。斉藤和義特番。
- イマなまっ! （2014年10月1日 - 12月20日） MC 毎週月 - 金曜 15:00～16:50
- 斉藤×和義〜ボクの正体 その2（2015年12月13日） MC。斉藤和義特番。
- 青山高治と近藤夏子が行く癒しの石見旅～世界遺産と湯の里～（2016年9月19日） 旅人。
- イマなまっ!SP カープV8優勝パレード完全生中継! （2017年11月25日） MC
- イマナマ!SP カープファン感謝デー2024（2024年11月23日）
- 託す思い～日本被団協　ノーベル平和賞受賞～（2024年12月31日）ナレーション

### ラジオ
- 夕焼けステーション
- 究極のオバンざい世良洋子アワー
- 冒険王児
- RCCカープナイター（実況）
- 『Coke Teens Club』青山高治のみんなノッてけHot Wave
- ラジON 黒帯青山七段（1999年10月 - 2000年3月） 毎週金曜日。
- 中四国ライブネット
  - 「日南発　中四国1176万人総赤ヘル化計画！」（2006年2月18日）
- 秘密の音園（2001年4月 - 2012年3月30日） 毎週火曜日 - 金曜日。
- 日々感謝。ヒビカン（2012年4月2日 - 2014年9月26日） 毎週火曜日 - 金曜日。
- MUSIC★J（2019年1月10日） 松崎真人の代理で出演し、制作もSTVラジオの代わりに中国放送が行った。
- ヒロマツ　サタデー・ピットイン（2023年8月5日、8月12日） 小林康秀の代理で出演。
- 金曜ビート（2014年10月3日 - 2020年3月20日）パーソナリティ　毎週金曜 17:47 - 20:30
ナイターオフに放送。
- 名曲天国!ミュージック・ア・ゴーゴー! (2020年9月 - 2024年3月)  パーソナリティ 毎週金曜 22:00 - 23:00  (再放送 毎週日曜 4:00 - 4:59)
- MAZDAライフ＆ミュージック（2024年4月6日 - 2025年3月29日）毎週土 12:00～12:30
- 中国５県 魅力再発見プログラム「OHSTY !」（2025年3月16日）

## 連載
コラム
- 青山高治の音楽紹介と人生相談、略して… 音楽と人生（TJ Hiroshima）
- イマなまっ!のウラがわっ!（中国新聞セレクト）
- イマナマ!のウラガワ!（中国新聞セレクト）

## 出身校
尾道清心幼稚園 - 尾道市立栗原小学校 - 尾道市立栗原中学校 - 広島県立尾道北高等学校 - 広島修道大学
※大学時代は同期入社の宗像総一郎（元アナウンサーで、のちに制作ディレクター・ラジオ営業部などに異動）と同級生だった。